# Opernball (1939)
Opernball ist ein Film des ungarischen Regisseurs Géza von Bolváry aus dem Jahr 1939 nach der gleichnamigen Operette von Richard Heuberger und spielt im Wien der Jahrhundertwende.

## Handlung
Zwei Damen, Helene und Elisabeth, beschließen, ihre Ehemänner Paul und Georg während des Opernballs auf die Probe zu stellen. Gleichzeitig engagiert Georg das Dienstmädchen Hanni, um sich an Paul heranzumachen, aus Rache dafür, dass Paul Georg einmal mit einer Zirkusartistin verkuppelt hat. Helene hat früher einmal den Komponisten Stelzer geliebt, und Elisabeth den Paul, obwohl sie schließlich Georg geheiratet hat.
Auf dem Wiener Opernball erlebt die maskierte Elisabeth den  Annäherungsversuch von Paul, Georg den seines maskierten Dienstmädchens, hinter deren Maske er seine Frau vermutet. Helene, der es nicht gelungen ist, sich an Georg heranzumachen, vertreibt sich die Zeit mit Stelzer. Oberkellner Hatschek versorgt im Auftrag Georgs Paul mit einem Aufputschmittel. Bei Georgs Onkel, der sich mit Georgs Freundin in einem Séparée aufhält, hat Hatschek dafür zu sorgen, dass es nicht zu weit kommt.  Am Tag danach machen sich die Beteiligten zunächst gegenseitig Vorwürfe, bis sich alles aufklärt und der eheliche Friede wiederhergestellt ist.

## Kritiken
„Eine übermütige Komödie auf ansehnlichem Unterhaltungsniveau.“

## Auszeichnungen
Der Film erhielt das Prädikat „künstlerisch wertvoll“ der Filmprüfstelle.

## Neuverfilmung
Opernball (1956), Regie Ernst Marischka.

## Bemerkungen
In der Neuverfilmung Opernball von 1956 unter der Regie von Ernst Marischka spielen sowohl Hans Moser als auch Theo Lingen dieselben Rollen.

### Zeitgenössische Kritik
- Louis Barcata: Opernball. In: Neues Wiener Tagblatt. Nr. 25/Jahrgang 74, 26. Januar 1940, S. 8, abgerufen am 24. März 2025.
- Roman Herle: Opernball. In: Das kleine Volksblatt. Nr. 28/1940, 28. Januar 1940, S. 18, abgerufen am 24. März 2025.
- Otto Kunz: Lebens- und Liebeslust auf dem Opernball. In: Salzburger Volksblatt. Folge 26/Jahrgang 70, 31. Januar 1940, S. 6, abgerufen am 24. März 2025.